# Let’s Dance (Szwecja)
Let’s Dance – program rozrywkowy, nadawany od 2006 przez szwedzką stację TV4 i produkowany na podstawie międzynarodowego formatu Dancing with the Stars na licencji BBC Worldwide.
Od 7 stycznia 2011 program Let’s Dance nadawany jest w technologii HD w rozdzielczości 1080i z dźwiękiem w systemie Dolby Digital 5.1 na kanale HD. Poprzednie edycje emitowane były w formacie 16:9, w rozdzielności 576i, bez użycia technologii HD. Transmitowany jest również na żywo w Internecie, poprzez TV4 Play.
W maju 2015 stacja TV4 zrealizowała czteroodcinkowy spin-off Let’s Dance 10 år z udziałem ośmiu par uczestniczących w poprzednich dziesięciu sezonach programu.

## Zasady programu
W programie biorą udział pary złożone z osobowości medialnej i zawodowego tancerza towarzyskiego. W każdym odcinku uczestnicy prezentują przed publicznościa przygotowany taniec, który oceniany jest przez komisję jurorską w skali ocen od 1 do 10. W każdym odcinku z konkursu odpada jedna para, która uzyskała najmniejszą liczbę głosów od jurorów i telewidzów, oddających głosy poprzez głosowanie telefonicznie i/lub SMS-owe. W trakcie występów parom przygrywa na żywo orkiestra pod kierownictwem Jonasa Gröninga.

## Ekipa

### Prowadzący
|                    | Edycja | Edycja | Edycja | Edycja | Edycja | Edycja | Edycja | Edycja | Edycja | Edycja   | Edycja | Edycja | Edycja | Edycja | Edycja | Edycja |
| 1                  | 2      | 3      | 4      | 5      | 6      | 7      | 8      | 9      | 10     | Spin-off | 11     | 12     | 13     | 14     | 15     |        |
| ------------------ | ------ | ------ | ------ | ------ | ------ | ------ | ------ | ------ | ------ | -------- | ------ | ------ | ------ | ------ | ------ | ------ |
| David Hellenius    |        |        |        |        |        |        |        |        |        |          |        |        |        |        |        |        |
| Agneta Sjödin      |        |        |        |        |        |        |        |        |        |          |        |        |        |        |        |        |
| Jessica Almenäs    |        |        |        |        |        |        |        |        |        |          |        |        |        |        |        |        |
| Tilde de Paula Eby |        |        |        |        |        |        |        |        |        |          |        |        |        |        |        |        |

### Jurorzy
|                   | Edycja | Edycja | Edycja | Edycja | Edycja | Edycja | Edycja | Edycja | Edycja | Edycja   | Edycja | Edycja | Edycja | Edycja | Edycja | Edycja |
| 1                 | 2      | 3      | 4      | 5      | 6      | 7      | 8      | 9      | 10     | Spin-off | 11     | 12     | 13     | 14     | 15     |        |
| ----------------- | ------ | ------ | ------ | ------ | ------ | ------ | ------ | ------ | ------ | -------- | ------ | ------ | ------ | ------ | ------ | ------ |
| Tony Irving       |        |        |        |        |        |        |        |        |        |          |        |        |        |        |        |        |
| Ann Wilson        |        |        |        |        |        |        |        |        |        |          |        |        |        |        |        |        |
| Dermot Clemenger  |        |        |        |        |        |        |        |        |        |          |        |        |        |        |        |        |
| Maria Öhrman      |        |        |        |        |        |        |        |        |        |          |        |        |        |        |        |        |
| Isabel Edvardsson |        |        |        |        |        |        |        |        |        |          |        |        |        |        |        |        |
| Cecilia Lazar     |        |        |        |        |        |        |        |        |        |          |        |        |        |        |        |        |

## Zwycięzcy
| Edycja   | Celebryta                  | Tancerz               |
| -------- | -------------------------- | --------------------- |
| 1        | Måns Zelmerlöw             | Maria Karlsson        |
| 2        | Martin Lidberg             | Cecilia Ehrling       |
| 3        | Tina Nordström             | Tobias Karlsson       |
| 4        | Magnus Samuelsson          | Annika Sjöö           |
| 5        | Mattias Andréasson         | Cecilia Ehrling       |
| 6        | Jessica Andersson          | Kristjan Lootus       |
| 7        | Anton Hysén                | Sigrid Bernson        |
| 8        | Markoolio                  | Cecilia Ehrling       |
| 9        | Benjamin Wahlgren Ingrosso | Sigrid Bernson        |
| 10       | Ingemar Stenmark           | Cecilia Ehrling       |
| Spin-off | Anton Hysén                | Sigrid Bernson        |
| 11       | Elisa Lindström            | Yvo Eussen            |
| 12       | Jesper Blomqvist           | Malin Watson          |
| 13       | Jon Henrik Fjällgren       | Katja Luján Engelholm |
| 14       | Kristin Kaspersen          | Calle Sterner         |
| 15       | John Lundvik               | Linn Hegdal           |

## Uczestnicy

### Pierwsza edycja (wiosna 2006)

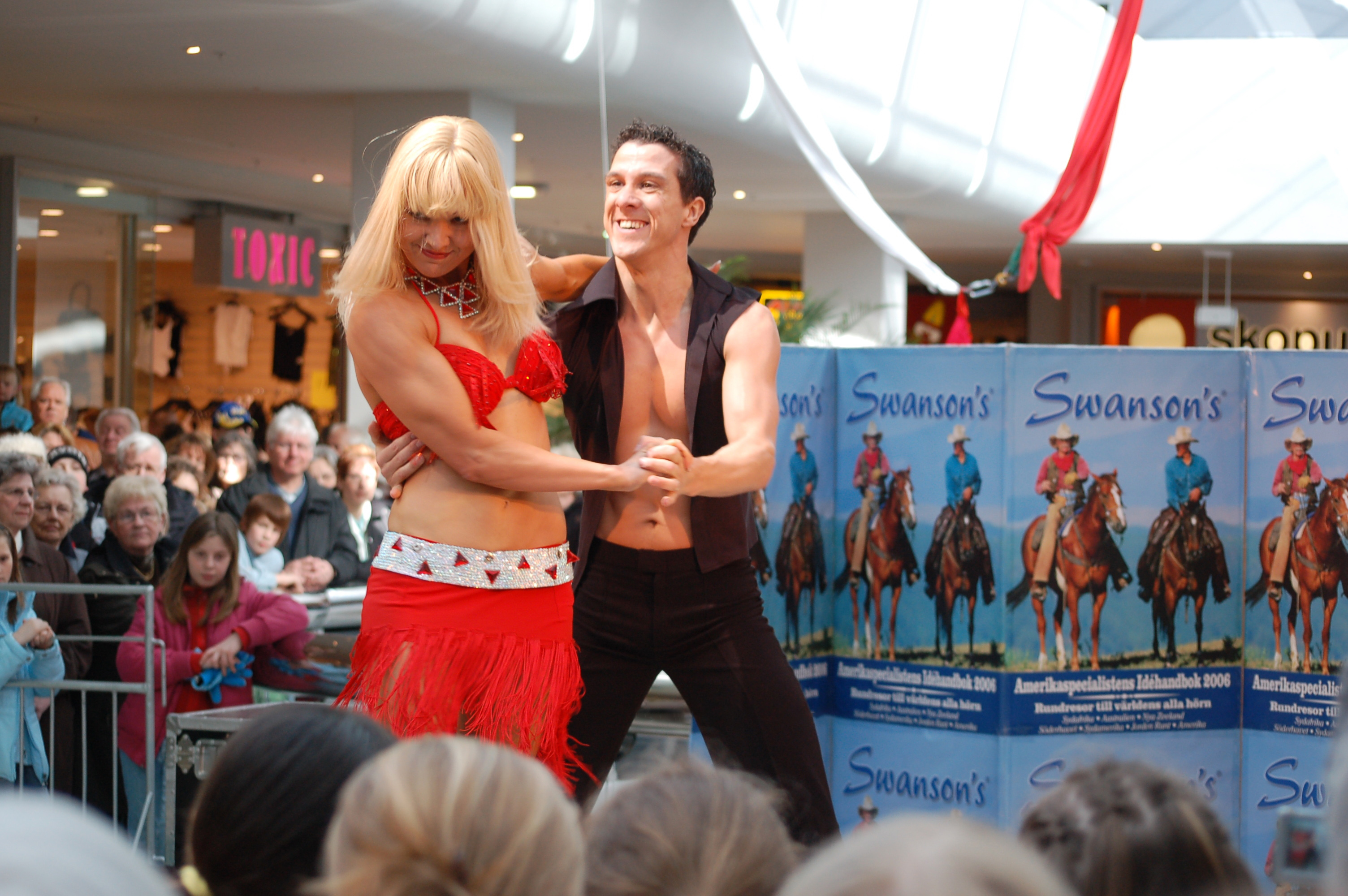
Profesjonalni tancerze David i Malin Watsonowie podczas pokazu tańca, 2006

Pierwsza edycja programu emitowana była od 6 stycznia do 10 marca 2006. Uczestników oceniali Maria Öhrman, Dermot Clemenger, Ann Wilson i Tony Irving. Program prowadzili David Hellenius i Agneta Sjödin. Oglądalność sezonu wahała się między 1,4 a 2 mln telewidzów tygodniowo.
| Miejsce | Celebryta               | Tancerz              |
| ------- | ----------------------- | -------------------- |
| 1       | Måns Zelmerlöw          | Maria Karlsson       |
| 2       | Anna Book               | David Watson         |
| 3       | Viktor Åkerblom Nilsson | Carin da Silva       |
| 4       | Arja Saijonmaa          | Tobias Karlsson      |
| 5       | Peppe Eng               | Malin Watson         |
| 6       | Kishti Tomita           | Tobias Wallin        |
| 7       | Paolo Roberto           | Helena Fransson      |
| 8       | Tone Bekkestad          | Peter Broström       |
| 9       | Carolina Gynning        | Daniel da Silva      |
| 10      | Melker Andersson        | Ingrid Beate Thomsen |

### Druga edycja (wiosna 2007)
Druga edycja programu emitowana była od 12 stycznia do 30 marca 2007. Uczestników oceniali Maria Öhrman, Dermot Clemenger, Ann Wilson i Tony Irving. Program prowadzili David Hellenius i Agneta Sjödin.
| Miejsce | Celebryta            | Tancerz          |
| ------- | -------------------- | ---------------- |
| 1       | Martin Lidberg       | Cecilia Ehrling  |
| 2       | Tobias Blom          | Annika Sjöö      |
| 3       | Erica Johansson      | Daniel da Silva  |
| 4       | Lasse Brandeby       | Ann Lähdet       |
| 5       | Ebba Hultkvist       | Jonathan Näslund |
| 6       | Anna Sahlin          | Tobias Karlsson  |
| 7       | Yvonne Ryding        | Tobias Wallin    |
| 8       | Harald Treutiger     | Maria Karlsson   |
| 9       | Patrick Ekwall       | Carin da Silva   |
| 10      | Malou von Sivers     | Björn Törnblom   |
| 11      | Mårten Andersson     | Helena Fransson  |
| 12      | Birgitte Söndergaard | Johan Andersson  |

### Trzecia edycja (wiosna 2008)
Trzecia edycja programu emitowana była od 11 stycznia do 28 marca 2008. Uczestników oceniali Maria Öhrman, Dermot Clemenger, Ann Wilson i Tony Irving. Program prowadzili David Hellenius i Jessica Almenäs. Średnia oglądalność sezonu wynosi ok. 2,7 telewidzów.
| Miejsce | Celebryta            | Tancerz              |
| ------- | -------------------- | -------------------- |
| 1       | Tina Nordström       | Tobias Karlsson      |
| 2       | Tony Rickardsson     | Annika Sjöö          |
| 3       | Karl Petter Bergvall | Jeanette Carlsson    |
| 4       | Danny Saucedo        | Malin Johansson      |
| 5       | Matte Carlsson       | Carin da Silva       |
| 6       | Linda Lampenius      | Daniel da Silva      |
| 7       | Mi Ridell            | Johan Andersson      |
| 8       | Richard Herrey       | Cecilia Erling       |
| 9       | Dilba Demirbag       | Tobias Wallin        |
| 10      | Susan Lanefelt       | Björn Törnblom       |
| 11      | Tilde Fröling        | Alfred Palmgren      |
| 12      | Ulf Larsson          | Christina Samuelsson |

### Czwarta edycja (wiosna 2009)
Czwarta edycja programu emitowana była od 9 stycznia do 27 marca 2009. Uczestników oceniali Maria Öhrman, Dermot Clemenger, Ann Wilson i Tony Irving. Program prowadzili David Hellenius i Jessica Almenäs. Pierwszy odcinek serii odnotował w szczytowym momencie oglądalność na poziomie 2,6 mln telewidzów, podobne wyniki odnotowano w odcinku finałowym.
| Miejsce | Celebryta                | Tancerz            |
| ------- | ------------------------ | ------------------ |
| 1       | Magnus Samuelsson        | Annika Sjöö        |
| 2       | Laila Bagge              | Tobias Wallin      |
| 3       | Morgan Alling            | Helena Fransson    |
| 4       | Elisabet Höglund         | Tobias Karlsson    |
| 5       | Niclas Wahlgren          | Jeanette Carlsson  |
| 6       | Carl Jan Granqvist       | Maria Lindberg     |
| 7       | George Scott             | Maria Karlsson     |
| 8       | Kitty Jutbring           | Anders Jacobson    |
| 9       | Hasse Aro                | Charlotte Sinclair |
| 10      | Magdalena Graaf          | Daniel da Silva    |
| 11      | Isabella Löwengrip       | Jonathan Näslund   |
| 12      | Linda Haglund            | Martin Ragnarsson  |
| 13      | Morgan „Mojje” Johansson | Jeanette Carlsson  |

### Piąta edycja (wiosna 2010)
Piąta edycja programu emitowana była od 8 stycznia do 26 marca 2010. Uczestników oceniali Isabel Edvardsson, Dermot Clemenger, Ann Wilson i Tony Irving. Program prowadzili David Hellenius i Jessica Almenäs.
| Miejsce | Celebryta                 | Tancerz            |
| ------- | ------------------------- | ------------------ |
| 1       | Mattias Andréasson        | Cecilia Ehrling    |
| 2       | Claudia Galli             | Tobias Wallin      |
| 3       | Willy Björkman            | Charlotte Sinclair |
| 4       | Molly Sandén              | Jonathan Näslund   |
| 5       | Stefan Sauk               | Malin Johansson    |
| 6       | Gudrun Schyman            | Björn Törnblom     |
| 7       | Elin Kling                | Daniel da Silva    |
| 8       | Marcus Birro              | Helena Fransson    |
| 9       | Rabih Jaber               | Maria Lindberg     |
| 10      | Agneta Sjödin             | Tobias Karlsson    |
| 11      | Peter Wahlbeck            | Maria Bild         |
| 12      | Victoria Sandell Svensson | Anders Jacobson    |

### Szósta edycja (wiosna 2011)
Szósta edycja programu emitowana była od 7 stycznia do 26 marca 2011. Uczestników oceniali Isabel Edvardsson, Dermot Clemenger, Ann Wilson i Tony Irving. Program prowadzili David Hellenius i Jessica Almenäs.
| Miejsce | Celebryta            | Tancerz            |
| ------- | -------------------- | ------------------ |
| 1       | Jessica Andersson    | Kristjan Lootus    |
| 2       | Frank Andersson      | Charlotte Sinclair |
| 3       | Tina Thörner         | Tobias Karlsson    |
| 4       | Alexander Rybak      | Malin Johansson    |
| 5       | Figge Norling        | Oksana Spichak     |
| 6       | Alexandra Pascalidou | Ludwig Jerkander   |
| 7       | Helena Lundbäck      | Jonathan Näslund   |
| 8       | Andreas Weise        | Sigrid Bernson     |
| 9       | Björn Ranelid        | Maria Lindberg     |
| 10      | Anders Bagge         | Cecilia Ehrling    |
| 11      | Hannah Graaf Karyd   | Calle Sterner      |
| 12      | Denise Rudberg       | Tobias Wallin      |

### Siódma edycja (wiosna 2012)

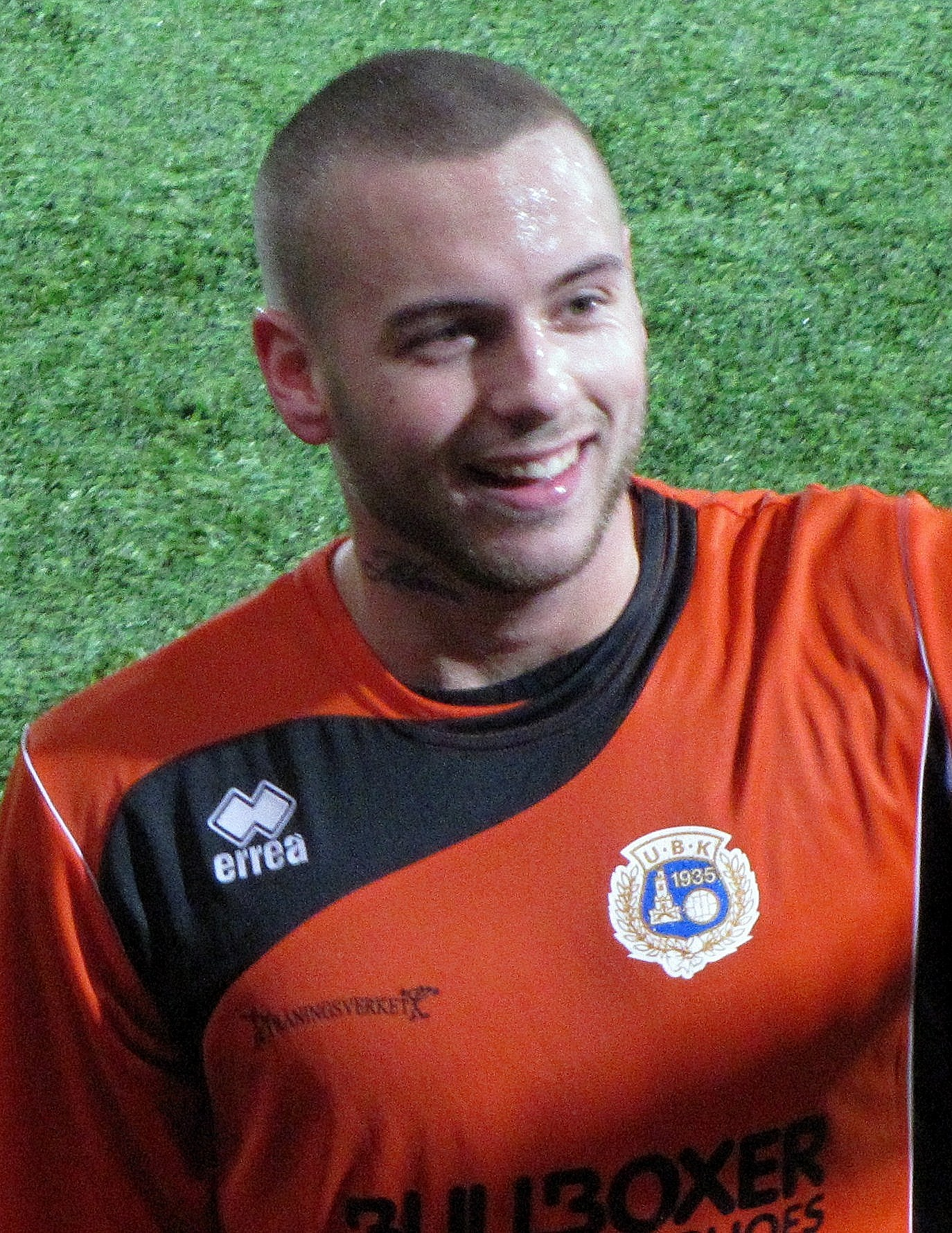
Anton Hysén – piłkarz i laureat siódmej edycji programu, 2012

Siódma edycja programu emitowana była od 30 marca do 1 czerwca 2012. Uczestników oceniali Dermot Clemenger, Ann Wilson i Tony Irving. Program prowadzili David Hellenius i Jessica Almenäs.
| Miejsce | Celebryta           | Tancerz           |
| ------- | ------------------- | ----------------- |
| 1       | Anton Hysén         | Sigrid Bernson    |
| 2       | Molly Nutley        | Calle Sterner     |
| 3       | Marcus Schenkenberg | Maria Bild        |
| 4       | Camilla Läckberg    | Kristjan Lootus   |
| 5       | Camilla Henemark    | Tobias Karlsson   |
| 6       | Anders Timell       | Cecilia Ehrling   |
| 7       | Pernilla Wahlgren   | Tobias Bader      |
| 8       | Bengt Frithiofsson  | Oksana Spichak    |
| 9       | Elena Paparizou     | David Watson      |
| 10      | Pär-Ola Nyström     | Jeanette Karlsson |

### Ósma edycja (wiosna 2013)

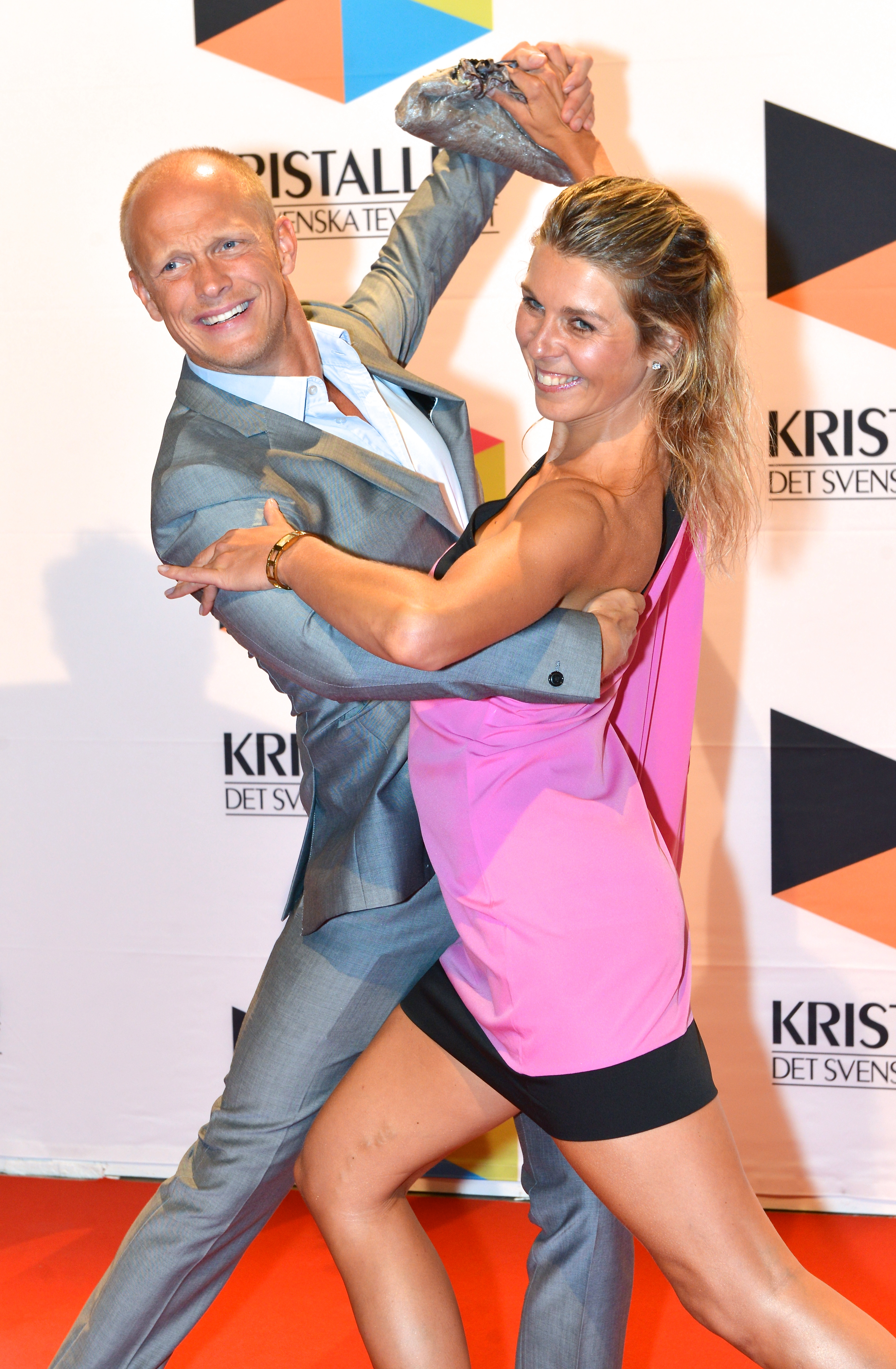
Profesjonalni tancerze Tobias Karlsson i Sigrid Bernsson w obiektywie fotoreporterów, 2013

Ósma edycja programu emitowana była od 29 marca do 31 maja 2013. Uczestników oceniali Dermot Clemenger, Ann Wilson i Tony Irving. Program prowadzili David Hellenius i Jessica Almenäs.
| Miejsce | Celebryta                 | Tancerz           |
| ------- | ------------------------- | ----------------- |
| 1       | Markoolio                 | Cecilia Ehrling   |
| 2       | Oscar Zia                 | Maria Bild        |
| 3       | Maria Montazami           | Kristjan Lootus   |
| 4       | Erik Segerstedt           | Sigrid Bernson    |
| 5       | Anna Brolin               | Tobias Wallin     |
| 6       | Sofia Wistam              | Tobias Bader      |
| 7       | Håkan Dahlby              | Jeanette Carlsson |
| 8       | Anette Norberg            | Tobias Karlsson   |
| 9       | Robert „Robban” Andersson | Oksana Spichak    |
| 10      | Jennifer Åkerman          | Calle Sterner     |

### Dziewiąta edycja (wiosna 2014)
Dziewiąta edycja programu emitowana była od 28 lutego do 9 maja 2014. Uczestników oceniali Dermot Clemenger, Ann Wilson i Tony Irving. Program prowadzili David Hellenius i Jessica Almenäs.
| Miejsce | Celebryta                    | Tancerz            |
| ------- | ---------------------------- | ------------------ |
| 1       | Benjamin Wahlgren Ingrosso   | Sigrid Bernson     |
| 2       | Steffo Törnquist             | Cecilia Ehrling    |
| 3       | Gunhild Carling              | Kristjan Lootus    |
| 4       | Patrik Sjöberg               | Maria Bild         |
| 5       | Kenza Zouiten                | Calle Sterner      |
| 6       | Lotta Engberg                | Alexander Svanberg |
| 7       | Jasmine Kara                 | Stefano Oradei     |
| 8       | Simon Kachoa                 | Elisabeth Novotny  |
| 9       | Glenn Hysén                  | Jeanette Carlsson  |
| 10      | Aris „Phoenix” Denis-Sanchez | Veera Kinnunen     |
| 11      | Emma Igelström               | Tobias Wallin      |

### Dziesiąta edycja (wiosna 2015)
Dziesiąta edycja programu emitowana była od 27 lutego do 24 kwietnia 2015. Uczestników oceniali Dermot Clemenger, Ann Wilson i Tony Irving. Program prowadzili David Hellenius i Jessica Almenäs.
| Miejsce | Celebryta                | Tancerz            |
| ------- | ------------------------ | ------------------ |
| 1       | Ingemar Stenmark         | Cecilia Ehrling    |
| 2       | Marie Serneholt          | Kristjan Lootus    |
| 3       | Jonas Björkman           | Veera Kinnunen     |
| 4       | Alexander Hermansson     | Jeanette Carlsson  |
| 5       | Jenny Strömstedt         | Stefano Oradei     |
| 6       | Jonas Hallberg           | Malin Watson       |
| 7       | Nanne Grönvall           | Tobias Wallin      |
| 8       | Simon Sköld              | Maria Zimmerman    |
| 9       | Rebecca Stella Simonsson | Alexander Svanberg |

### Spin-off:Let’s Dance 10 år(wiosna 2015)
Po finale dziesiątej edycji stacja TV4 przygotowała specjalny, czteroodcinkowy sezon programu z udziałem ośmiu par uczestniczących w poprzednich edycjach. Spin-off emitowany był od 8 do 30 maja 2015. Uczestników oceniali Dermot Clemenger, Ann Wilson i Tony Irving. Program prowadzili David Hellenius i Jessica Almenäs.
| Miejsce | Celebryta         | Tancerz         |
| ------- | ----------------- | --------------- |
| 1       | Anton Hysén       | Sigrid Bernson  |
| 2       | Morgan Alling     | Helena Fransson |
| 3       | Magnus Samuelsson | Annika Sjöö     |
| 3       | Arja Saijonmaa    | Tobias Karlsson |
| 5       | Anna Book         | David Watson    |
| 6       | Gunhild Carling   | Kristjan Lootus |
| 6       | Steffo Törnquist  | Cecilia Ehrling |
| 8       | Laila Bagge       | Tobias Wallin   |

### Jedenasta edycja (wiosna 2016)
Jedenasta edycja programu emitowana była od 11 marca do 20 maja 2016. Uczestników oceniali Cecilia Lazar, Ann Wilson i Tony Irving. Program prowadzili David Hellenius i Jessica Almenäs.
| Miejsce | Celebryta             | Tancerz            |
| ------- | --------------------- | ------------------ |
| 1       | Elisa Lindström       | Yvo Eussen         |
| 2       | Bianca Ingrosso       | Alexander Svanberg |
| 3       | Thomas Wassberg       | Malin Watson       |
| 4       | Linda Lindorff        | Kristjan Lootus    |
| 5       | Nassim Al Fakir       | Jeanette Carlsson  |
| 6       | Rickard Söderberg     | Maria Zimmerman    |
| 7       | Pia Johansson         | Marc Christensen   |
| 8       | Toni Prince           | Elisabeth Novotny  |
| 9       | Isabel Adrian Angello | Fredric Brunberg   |
| 10      | Johan Rabaeus         | Cecilia Ehrling    |
| 11      | Ewa Fröling           | Tobias Wallin      |

### Dwunasta edycja (wiosna 2017)
Dwunasta edycja programu emitowana była od 10 marca do 12 maja 2017. Uczestników oceniali Cecilia Lazar, Ann Wilson i Tony Irving. Program prowadzili David Hellenius i Tilde de Paula Eby.
| Miejsce | Celebryta          | Tancerz                   |
| ------- | ------------------ | ------------------------- |
| 1       | Jesper Blomqvist   | Malin Watson              |
| 2       | Anja Pärson        | Calle Sterner             |
| 3       | Ellen Bergström    | Jonathan Näslund          |
| 4       | Stina Wollter      | Tobias Bader              |
| 5       | Anders Öfvergård   | Cecilia Ehrling Danermark |
| 6       | Samir Badran       | Sigrid Bernson            |
| 7       | Johannes Brost     | Jasmine Takács            |
| 8       | Dominika Peczynski | Martin Drakenberg         |
| 9       | Messiah Hallberg   | Nathalie Davidsson        |
| 10      | Mikaela Laurén     | Kristjan Lootus           |

### Trzynasta edycja (wiosna 2018)
Trzynasta edycja programu emitowana była od 23 marca do 25 maja 2018. Uczestników oceniali Cecilia Lazar, Ann Wilson i Tony Irving. Program prowadzili David Hellenius i Tilde de Paula Eby.
| Miejsce | Celebryta            | Tancerz               |
| ------- | -------------------- | --------------------- |
| 1       | Jon Henrik Fjällgren | Katja Luján Engelholm |
| 2       | Daniel Norberg       | Maria Zimmerman       |
| 3       | Gunde Svan           | Jeanette Carlsson     |
| 4       | Margaux Dietz        | Alexander Svanberg    |
| 5       | Viktor Frisk         | Linn Hegdal           |
| 6       | Therese Alshammar    | Calle Sterner         |
| 7       | Martina Haag         | Tobias Bader          |
| 8       | Gustaf Hammarsten    | Jasmine Takacs        |
| 9       | Claes Malmberg       | Malin Watson          |
| 10      | Nikki Amini          | Tobias Karlsson       |
| 11      | Britt Ekland         | Aaron Brown           |

### Czternasta edycja (wiosna 2019)
Czternasta edycja programu emitowana była od 22 marca do 31 maja 2019. Uczestników ponownie oceniali Cecilia Lazar, Ann Wilson i Tony Irving, a program poprowadzili David Hellenius i Tilde de Paula Eby.
| Miejsce | Celebryta          | Tancerz          |
| ------- | ------------------ | ---------------- |
| 1.      | Kristin Kaspersen  | Calle Sterner    |
| 2.      | Magdalena Forsberg | Fredric Brunberg |
| 3.      | Lance Hedman Graaf | Linn Hegdal      |
| 4.      | Linnéa Claeson     | Jacob Persson    |
| 5.      | Robin Bengtsson    | Sigrid Bernson   |
| 6.      | Thomas Ravelli     | Jasmine Takács   |
| 7.      | LaGaylia Frazier   | Tobias Bader     |
| 8.      | Dan Ekborg         | Cecilia Ehrling  |
| 9.      | Sanna Lundell      | Aaron Brown      |
| 10.     | Fredrik Svensson   | Maria Zimmerman  |
| 11.     | DJ Méndez          | Malin Watson     |

## Let’s dance Live
Od 14 października do 19 listopada 2016 odbyła się ogólnokrajowa trasa koncertowa z udziałem kilku par biorących udział w programie, tj. Steffo Törnquista i Cecilii Ehrling, Alexandra Hermanssona i Jeanette Carlsson, Elisy Lindström i Davida Watsona oraz Pii Johansson i Marka Christensena. Zawodnicy byli poddani ocenie jururów i publiczności. Wszystkie widowiska prowadził David Hellenius. W ramach trasy pary zatańczyły w jedenastu miastach Szwecji, takich jak: Karlstad, Leksand, Malmö, Linköping, Gävle, Göteborg, Jönköping, Sztokholm, Luleå i Örnsköldsvik.